# 12-я Воеводинская ударная бригада
12-я Воеводинская ударная бригада (сербохорв. Дванаеста војвођанска ударна бригада / Dvanaesta vojvođanska udarna brigada) — воинское формирование Народно-освободительной армии Югославии.

## История
Сформирована 8 октября 1944 в Войловице у Панчево. В состав бригады вошли ударный батальон Банатской оперативной зоны, Панчевский, Вршацкий, Белоцркванский партизанские отряды и добровольцы с южного Баната. В составе бригады были 2500 человек из 5 батальонов. До 31 октября 1944 подчинялась лично Главному штабу народно-освободительной армии и партизанских отрядов (НОАиПО) Воеводины, после была передана в состав 51-й Воеводинской дивизии.
В ночь с 10 на 11 октября два батальона дивизии при поддержке 109-й стрелковой дивизии РККА форсировали Дунай у местечка Вишница, взяли Велике-Село и создали плацдарм на правом берегу реки. После двухдневных боёв в районе Мириево бригада заняла левый берег Дуная и отошла к левому берегу устья Тисы. Форсировав Тису, 5-й батальон 12-й бригады 22 октября взял Тител, позднее бригада перешла в Нови-Сад.
Во время Батинской битвы с 9 по 12 ноября 1944 бригада форсировала Дунай, вела бои на плацдарме у Батины и освобождала Баранью, оказывая помощь при организации там органов народной власти в декабре 1944 года. С января по февраль 1945 года участвовала в боях за Вировитицкий плацдарм, в марте — в ликвидации немецкого плацдарма при Болмане. 11 апреля на линии Петриевцы-Йосиповац форсировала Драву и в составе 51-й дивизии участвовала в освобождении 14 апреля Осиека. Преследовала вплоть до конца войны немецко-усташские войска по долине реки Драва вплоть до Дравограда и югославско-австрийской границы.
Расформирована в мае 1945 года. За боевые заслуги награждена орденом «За заслуги перед народом».